# Margit Graf
Margit Graf, po mężu Hottl (ur. 20 marca 1951 w Mitterberghütten) – austriacka saneczkarka, medalistka mistrzostw świata i Europy. 
Na igrzyskach olimpijskich startowała dwukrotnie zajmując w najlepszym starcie szóste miejsce. Największy sukces odniosła na mistrzostwach świata w 1977 zdobywając brązowy medal. W tym samym roku wywalczyła również brąz mistrzostw Europy.

## Osiągnięcia

### Igrzyska Olimpijskie
| Rok  | Miejsce   | Jedynki |
| ---- | --------- | ------- |
| 1972 | Sapporo   | 16.     |
| 1976 | Innsbruck | 6.      |